# Ferrovia Salonicco-Alessandropoli
La ferrovia Salonicco-Alessandropoli (in greco Σιδηροδρομική γραμμή Θεσσαλονίκης - Αλεξανδρούπολης) è una linea ferroviaria lunga 440 chilometri che collega la città portuale Salonicco con Alessandropoli, via Serres. Alla stazione Strymonas è presente un collegamento verso Sofia. Al 2015, vi è un regolare servizio passeggeri per Alessandropoli con servizi di collegamento a Dikaia, così come servizi internazionali per Sofia e via Skopje a Belgrado, mentre il servizio internazionale per Istanbul ("Friendship Express") rimane sospeso.

## Storia
La ferrovia è stata inaugurata nel 1896 per estendere la linea preesistente da Istanbul verso la Macedonia Centrale.

## Percorso
|  | Continuation backward |

|  | Unknown route-map component "KBHFaq" | Unknown route-map component "ABZr+r" |  |

|  |  | Unknown route-map component "ABZgl" | Unknown route-map component "CONTfq" |

|  | Stop on track |

|  | Stop on track |

|  | Stop on track |

|  | Stop on track |

|  | Stop on track |

|  | Stop on track |

| 60+3 |
| 26+5 |

|  | Stop on track |

|  | Stop on track |

|  | Stop on track |

|  | Stop on track |

|  | Stop on track |

|  | Stop on track |

|  | Stop on track |

|  | Stop on track |

|  | Stop on track |

|  | Stop on track |

|  | Stop on track |

|  |  | Unknown route-map component "ABZg+l" | Unknown route-map component "CONTfq" |

|  | Station on track |

|  | Stop on track |

|  | Stop on track |

|  | Station on track |

|  | Stop on track |

|  | Stop on track |

|  | Stop on track |

|  | Station on track |

|  | Stop on track |

|  | Stop on track |

|  | Stop on track |

|  | Stop on track |

|  | Stop on track |

|  | Stop on track |

|  | Station on track |

|  | Stop on track |

|  | Stop on track |

|  | Stop on track |

|  | Station on track |

|  | Stop on track |

|  | Stop on track |

|  | Stop on track |

|  | Stop on track |

| Pier | Head station | Straight track |  |

|  | Unknown route-map component "BS2l" | Unknown route-map component "BS2r" |  |

|  | Unknown route-map component "eBHF" |

| 406+3 |
| 0+0   |

|  | Continuation forward |